# Gershon Agron
Pour les articles homonymes, voir Agron (homonymie).
Gershon Agron (en hébreu : גרשון אגרון), né le 27 décembre 1893 et mort le 1er novembre 1959, est un homme politique et journaliste américano-israélien.
Agron est maire de Jérusalem ouest de 1955 à 1959.

## Biographie
Gershon Agronsky est né en Ukraine (alors en Russie impériale) entre fin 1893-début 1894 À l'âge de cinq ans, il émigre avec ses parents aux États-Unis. Il grandit à Philadelphie. Pendant la Première Guerre mondiale, il s'engage dans la Légion juive qui combat en Palestine. De 1920 à 1921, Agron travaille au service presse de la Commission sioniste. Il est, jusqu'en 1924, rédacteur à la Jewish Telegraphic Agency ainsi que correspondant de plusieurs journaux dont le Times et le Manchester Guardian.
En 1924, il fait son aliyah et change son nom en Agron. En décembre 1932, Agron fonde The Palestine Post, un journal sioniste en langue anglaise (la Palestine est alors sous mandat britannique) qui prend le nom de The Jerusalem Post en 1950. Avec le Palestine Post, Agron devient l'un des porte-paroles les plus connus du Yichouv car il écrit en anglais, langue lue en particulier par les autorités britanniques et par les juifs américains. Agron profite du Post pour ses activités de « propagande indirecte », en particulier minimiser l'opposition des Arabes palestiniens et leurs espoirs. Il devient aussi le modèle du hasbara, sorte de chargé des relations publiques du Yichouv. La création de ce modèle positif de réussite sioniste est un élément de construction de la « normalité » pour une partie du Yichouv.
À plusieurs reprises, Agron joue le rôle d'émissaire de l'Organisation sioniste mondiale. En 1945, il est membre de la délégation de l'agence juive auprès de la conférence de San Francisco qui marque la création de l'Organisation des Nations unies. De 1949 à 1951, Agron dirige le service de presse du gouvernement israélien.
Agron entre ensuite en politique. En 1955, il est élu maire de Jérusalem ouest, prenant la suite de Yitzhak Kariv, sous l'étiquette du Mapaï. Il meurt pendant son mandat en 1959.